# Eliminatoria Africana Sub-17 1991
La Eliminatoria Africana Sub-17 1991 contó con la participación de 25 selecciones infantiles de África en la lucha por 3 plazas para la Copa Mundial de Fútbol Sub-17 de 1991.
Congo, Ghana y Sudán fueron quienes terminaron representando a África en el mundial de la categoría.

## Primera Ronda
| Equipo 1 | Agr. | Equipo 2 | Ida | Vuelta |
| -------- | ---- | -------- | --- | ------ |
| Togo     | w/o  | Benín    | –   | –      |

## Segunda Ronda
| Equipo 1        | Agr.      | Equipo 2                 | Ida   | Vuelta |
| --------------- | --------- | ------------------------ | ----- | ------ |
| Congo           | 5 – 1     | Togo                     | 4 – 0 | 1 – 1  |
| Argelia         | 0 – 1     | Mauritania               | 0 – 0 | 0 – 1  |
| Egipto          | 1 – 1 (a) | Túnez                    | 0 – 0 | 1 – 1  |
| Zimbabue        | 0 – 4     | Zambia                   | 0 – 2 | 0 – 2  |
| Uganda          | 0 – 2     | Sudán                    | 0 – 1 | 0 – 1  |
| Guinea          | 1 – 0     | Burkina Faso             | 1 – 0 | 0 – 0  |
| Ghana           | 3 – 3 (a) | Sierra Leona             | 2 – 0 | 1 – 3  |
| Malí            | 0 – 1     | Senegal                  | 0 – 1 | 0 – 0  |
| Costa de Marfil | w/o       | Liberia                  | –     | –      |
| Camerún         | w/o       | República Centroafricana | –     | –      |
| Gabón           | w/o       | Zaire                    | –     | –      |
| Marruecos       | w/o       | Gambia                   | –     | –      |

## Tercera Ronda
| Equipo 1  | Agr.  | Equipo 2        | Ida   | Vuelta |
| --------- | ----- | --------------- | ----- | ------ |
| Camerún   | 0 – 1 | Gabón           | 0 – 0 | 0 – 1  |
| Zambia    | 1 – 3 | Sudán           | 1 – 0 | 0 – 3  |
| Guinea    | 0 – 3 | Ghana           | 0 – 0 | 0 – 3  |
| Congo     | w/o   | Costa de Marfil | –     | –      |
| Egipto    | w/o   | Mauritania      | –     | –      |
| Marruecos | w/o   | Senegal         | –     | –      |

## Cuarta Ronda
| Equipo 1 | Agr.  | Equipo 2  | Ida   | Vuelta |
| -------- | ----- | --------- | ----- | ------ |
| Congo    | 5 – 1 | Gabón     | 5 – 0 | 0 – 1  |
| Egipto   | d     | Sudán     | 0 – 0 | –      |
| Ghana    | d     | Marruecos | 2 – 0 | –      |

## Clasificados al Mundial Sub-17
| - Congo | - Ghana | - Sudán |